# Crinia tasmaniensis
A Crinia tasmaniensis a kétéltűek (Amphibia) osztályának békák (Anura) rendjébe, a Myobatrachidae családba, azon belül a Crinia nembe tartozó faj.

## Előfordulása
Ausztrália endemikus faja. Tasmania egész területén előfordul. Elterjedési területének mérete körülbelül 56 500 km².

## Megjelenése
Kis termetű békafaj, testhossza elérheti a 30 mm-t. Megjelenése nagyon változatos, a háta szürke, barna vagy barnás-narancsszínű, időnként hosszanti csíkokkal vagy foltokkal. Szemei között gyakran V alakú folt található. Hasa fehér, fekete vagy szürke foltokkal vagy fekete-fehér márványozással, a has alsó felén és a lábak alsó felszínén gyakran élénkpiros. Pupillája vízszintes elhelyezkedésű, a szivárványhártya aranyszínű. Sem a mellső, sem a hátsó lábfején nincs úszóhártya, ujjain nincsenek korongok.

## Életmódja
Tavasztól nyárig szaporodik. A petéket egyenként rakja le időszakos pocsolyákba, ahol azok a víz aljára süllyednek. Az ebihalak testhossza elérheti a 3 cm-t, fakó arany vagy sötétbarna színűek. Az ebihalak a víztestek alján maradnak, és három-négy hónapig tart, amíg békává fejlődnek.

## Természetvédelmi helyzete
A vörös lista a nem fenyegetett fajok között tartja nyilván. Populációja stabil, több védett területen megtalálható.